# Agustín Dolz
Agustín Santateresa Dolz (El Cabanyal, Valencia, 9 de febrero de 1915 - 27 de abril de 1979) fue un futbolista español, considerado un one-club man del Levante UD. Entre los aficionados al futbol valencianos provocó el nacimiento de la expresión Bombeja Agustinet!.

## Biografía
Futbolista del Levante FC desde los años 30, formó parte del equipo que ganó el Campeonato Súper-Regional en el curso 1934-1935, y que llegó a semifinales de la Copa de la República en 1935.En la Copa España Libre de 1937, dio el pase de gol que en el minuto 78 decidió la final a favor del Levante.Durante la Guerra Civil Española fue mobilizado por la República, y al final de la contienda fue retenido en un campo de concentración franquista.
Cuando el Levante FC se fusiona para crear el Levante UD, Dolz continua en la disciplina del equipo.Se retiraría en 1952.